# منکیره
منکیره (به انگلیسی: Mankera) یک شهر در پاکستان است که در ناحیه بهکر واقع شده‌است.